# Некрополе античког Наиса
Некрополе античког Наис била су велика гробље или сакрална места која су се углавном користила сахрањивања, данас су археолошки локалитети савременог града Ниша,. Мастале су од 1 — 6. до с почетка 7. века у плодној долини реке Нишаве, која уздужно пресеца Нишку котлину делећи је на северни и јужни део.
Град Наис је у античко доба био са северне и источне стране оивичен некрополама. Археолошким ископавањима утврђено је да се највећа некропола налазила на локалитету Јагодин мала, на десној обали реке Нишаве. Док су на левој обали реке Нишаве пронађени појединачни гробови.
Истраживања ових некропола пружила су драгоцене податке о архитектури античких и ранохришћанских некропола и гробљанских цркава и гробова, а бројни покретни археолошки налази чине најрепрезентативнији фундус античке збирке Народног музеја Ниш. Богатство откривених предмета у некрополама (од метала, стакла, керамике, текстила) заједно са фреско-декорацијом из некропола, указује да је становништво Наиса живело у социјално и економски просперитетном добу, нарочито кроз 4 век.

## Положај и пространство
Римски утврђени град Наис основан је на лесном платоу на десној обали реке Нишаве на простору данашњег Градског поља, док се цивилно насеље развијало у околини војног логора, са западне, северне и североисточнне стране, на околним брежуљцима Нишке котлине, као и на левој обали реке Нишаве, на простору од брда Бубањ и данашње железничке станице на западу па све до Нишке Бање, на истоку.
Са источне и северне стране, дуж путева које су излазиле из града, развијале су се простране некрополе – гробља становника античког Наиса. Површина коју је град заузимао није прелазила 20 – 25 хектара, по чему се Наис приближио већим античким градовима Балканског полуострва. Положај града је омогућавао релативно лак прелаз на супротну обалу реке, што је, обзиром на ниску обалу и мочварне терене унаоколо, морало представљати значајну олакшавајућу околност за настанак града.

## Историја
Још од давно прошлих времена, из римског утврђења у оквиру прастарог Naisusa пружао се ка истоку и надомак античке Нишке Бање, познати војни пут – (лат. Via Militaris), који је чинио знамениту античку трасу (лат. via publica, agger publicus, strata publica) којом су се, и у најзападнијем простору Понишавља, савлађивала одређена територијална одстојања. Са „стратегијског, верског и трговачког гледишта ова траса била је најважнији путни правац Балканског полуострва“ још у ранијим друштвеним периодима, па су бројни истраживачи закључили „да се у нешто ближој прошлости, као и у знатно старијим временима, још у античко доба, за Наис, знало и изван локалне средине“, каои града поред значајног пута, који је „ за дуго време чинио једини спој између античког и постантичког Запада и Истока.”
Град Наис је од краја 3. века а нарочито кроз читав 4. век доживљавао процват, захваљујући чињеници:
- да су у њему рођени императори Константин I (306–337) и Констанције III (421)
- да су се у њему дуже или краће задржавали Лициније, Константин I, Константин II, Констанс, Констанције II, Јулијан Отпадник, Валенс, Валентинијан и Теодосије I.
- да је посведочена официна за израду предмета од племенитих метала, а спис Нотитиадигнитатум га наводи као једно од места где се производи оружје за римску војску.

Све до средине 3. века нове ере Наис је, захваљујући повољном географском положају на раскрсници путева, постао стециште војника ветерана и њихових породица, трговаца и других досељеника. Уочљива је и јача концентрација војника горњомезијских легија које овде остављају некрополе и на њима бројне надгробне споменике и оне посвећене римским божанствима (Јупитеру, Јунони...).

### Наис као значајан хришћански центар
Хришћанска традиција, која је почела да се шири у 4. веку на простору Нишке котлине и Наиса у њему, наставила је даљу експанзију са Константиновим признањем хришћанства 313. године, што је на овом простору оставило бројне материјалне трагове. Из периода од 4. века—6. века налазимо бројне остатке некропола-гробница. Тако је Наис од 4. века, захваљујући Константину, и касније другим царевима пореклом са овог простора, постао култно и културно средиште, јако верско жариште и познато епископско седиште.
Да је у касноантичком периоду Наис постао и значајан хришћански центар, сазнајемо из списа у којима се наводе именима шесторице епископа из 343–414. и 504–553. године:
1. Киријак (лат. Ciriacus) (пре 343)
2. Гауденције (лат. Gaudentius de eveque Naissus) (343—350)
3. Бонос (лат. Bonosus) (380—391)
4. Маркијан (лат. Marcianus) (409—414)
5. Гајан (лат. Gaianus) (504—516)
6. Пројект (лат. Proiectus) (553)

Забележено је да је у граду током Ускрса 344. боравио Атанасије Александријски, што указује на постојање значајне заједнице хришћана.
У тако значајном хришћанском центру почеле су да ничу гробнице на целој територије античког Наиса као најречитије сведочанство о градитељским способностима првих хришћана Наиса данас Ниша, али и сведочанство којом се брзином знање из Римске престонице, где су се у увелико градиле куполне грађевине, ширило и по ободу царства. Захваљујући доброј комуникацији Нишке котлине са свим просторима Римског царства, архитектонски облици гробнице, могу се упоредити са онима из других Рановизантијска гробница, широм царства., али и онима у Солуну, опредељујући њен настанак за 6. век.
У то време сахрањивање у Наису је вршено у истим типовима гробницама у Солуну, Софији и другим градовима. Како вишекуполне гробнице у Солуну, и Нишу подсећају на црквене грађевине, њихова непосредна веза, од архитектуре до претпоставке, је неоспорна као и чињеница да су ове грађевине највероватније градили исти мајстори који су на овом простору балкана градили цркве и зидали гробнице.
Најстарије гробље Наиса, које би припадало граду у време његовог почетног развоја, није документовано на терену, али се зна да је постојало према бројним надгробним споменицима и неколицини гробова. Како су ови гробови без чвршће конструкције (обично плитка јама) некропола је морала бити потиснута, а затим и уништена млађим касноантичким укопима.
Према неким претпоставкама најстарија некропола се налазила код Виничке капије где је нађено неколико надгробних споменика са натписима и неколико раних гробова из 2 — 3. века. До сада су познате три гробнице чији су унутрашњи зидови и свод декорисани, сликани фреско-техником:
- Прва је откривена недалеко од Моста младости и датира из 4. века.
- Друга је откривена у кругу Фабрике текстила.
- Трећа и најзначајинија Гробница сафигуралним представама, откривена у Улици Косовке девојке, која датира с краја 4. века.

### Судбина некропола
Упадом Хуна, град Наис је претрпео значајна материјална и културна оштећења, па и његове некрополе. Често је у литератури цитиран кратак Присков опис Ниша из 448. године када је као члан византијског посланства, упућеног на Атилин двор, не где у Панонији, про шао кроз Наисус, видевши град са свим опустео пошто је до те меља био пору шен од непријатеља.
Утврђења које је потом обновио или подигао Јустинијан нису успела да спрече продоре Словена, а касније ни Авара, на територију царства. Познато је да су у околини Наиса 550. године боравила велика Словенска племена која су намеравал да продуже даље ка југу, према Солуну. Када су од те намере одустали вероватно да су град у више навра рушили, па је то вероватно био разлог за његово напуштање.
Имајући у виду наведено претпоставља се да је сахрањивање покојника у некрополама око Наиса вршено све до пада Наиса и досељавања Словена у 6. веку.
Обнова Наиса, почела је тек током једанаестог века под окриљем Византије, када су у 11. и 12. веку 
на месту срушених некропола, базилик и мартиријума, у шуту, вршени укопи покојника.

## Археолошки истражене некрополе
Интересовање за античку прошлост Ниша започело је у 19. веку, прво међу путописцима међу којима је један од значајнијих био је Феликс Каниц (1829–1862) који је први обишао археолошке локалитете у Нишу и о њима оставио важна запажања.  И док је Феликс Каниц описао у Нишу само оно што се на локалитетима могло видети без ископавања, прва археолошка ископавања на територији античког Наиса предузео је  Никола Вулић (1872–1945). Он је заједно са Антoном фон Премерштајном 1899. године истраживао Тврђаву. У нишкој Тврђави су пронашли насгробне споменике које су пренели у Народни музеј у Београду.
Археолошким истраживањима на простору Ниса која су обављена на ужој територији града, потврдила су присуство предримске и римске популације на левој и десној обали Нишаве. Од тада до данас откривен је само мањи део античког града, у коме највећи број грађевина припада касноантичком периоду. Урбанистичка структура Наиса са утврђењем, густо насељеним стамбеним квартовима, вилама у околини, оближњим предграђем одражава се и на број и распоред откривених некропола.
Некрополе античког Наиса формиране су се углавном дуж магистралних путева, који су спајали град Наис са осталим деловима царства, тако да је Наис са северне и источне стране оивичен некрополама.
Да се у њима вршило сањхрањивање посведочено је открићима у градским некрополама, али и на некрополама насталим у окружењу, као и на простору мањих или већих пољских добара – вила рустика.
Касноантичке некрополе
Касноантичком периоду припадају некрополе формиране дуж пута за Рацијарију, на простору данашње Јагодин мале и дуж пута за Виминацијум на месту данашњег Градског поља, на десној обали Нишаве.
Највећа међу њима је, градска некропола из периода касне антике формирана на лесном платоу на десној обали Нишаве, источно од тврђаве, дуж пута за Рацијарију. Некропола се налази на месту данашње градске четврти Јагодин мала, по којој је постала позната у литератури. Од периода касне антике овај простор је интензивно коришћен за сахрањивање, у раздобљу од 4. до краја 6. или почетка 7. века. У северозападном делу ове некрополе на Градском пољу, 1964. године случајно је откривена зидана, полуобличасто засведена гробница, која припада типу V, у којој је пронађен оловни саркофаг, док је од гробних прилога интересантан налаз једне стаклене бочице, која је један од две овакве посуде, на територији Србије само, друга је са некрополе у Коловрату код Пријепоља.
На левој обали Нишаве углавном су регистровани појединачни гробови и гробнице из касноантиког доба: 
- са задње стране хотела „Амбасадор“,
- у улици Станка Пауновића(данас улици Генерала Милојка Лешјанина),
- у Игманској улици на падини Апеловца.[17].
- на месту данашње железничке станице Ћеле кула (мања некропола из 4. века, која је вероватно припадала становницима Медијане). Приликом обављених ископавања откривено је 10 гробова у којима је констатовано много људских костију и опAека од разрушених гробова.[18]